# G20-Gipfel in Sankt Petersburg 2013
Der G20-Gipfel in Sankt Petersburg 2013 war ein Treffen der Gruppe der zwanzig wichtigsten Industrie- und Schwellenländer (G20). Neben führenden Politikern dieser Staaten nahmen Politiker weiterer Staaten und Vertreter internationaler wirtschafts- und handelspolitischer Organisationen daran teil.
Es fand am 5. und 6. September im Konstantinpalast in der zu Sankt Petersburg zählenden Siedlung Strelna statt.

## Inhalt und Ablauf der Konferenz
Themen in Sankt Petersburg waren:
1. Rahmenwerk für starkes, nachhaltiges und ausgewogenes Wachstum;
2. Wachstum durch hochwertige Arbeitsplätze;
3. Reform der internationalen Währungs- und Finanzsysteme;
4. Reform der Finanzregulierung und -aufsicht;
5. Nachhaltige Entwicklung der globalen Energiemärkte;
6. Förderung der Entwicklung für alle;
7. Stärkung des multilateralen Handels;
8. Intensivierung der Korruptionsbekämpfung.

Der Syrien-Konflikt stand offiziell nicht auf der Tagesordnung, dominierte aber den Gipfel.
Zum Abschluss dieses Gipfels wurde eine Erklärung abgegeben.
Ein Nachfolgetreffen im kleineren Rahmen fand am 24. Oktober 2013 in Moskau statt. Darauf diskutierten die Delegierten die erzielten Fortschritte in den Hauptbereichen der Arbeit, analysierten die Ergebnisse des Russischen Vorsitzes, untersuchten die möglichen Wege zur weiteren Verbesserung der Effizienz der G20 und begannen mit der Diskussion über die Agenda und Prioritäten des bevorstehenden australischen Vorsitzes.

## Teilnehmer der Konferenz
Zu den Teilnehmern zählten Vertreter der G20-Mitgliedstaaten und der Europäischen Union (EU). Eingeladen waren zudem Spanien, Singapur und Kasachstan. Auch die Vorsteher der ASEAN, AU und NEPAD waren eingeladen. Die Einladung für weitere Vertreter afrikanischer Länder geht auf einen Vorschlag Südafrikas zurück. Nach einem Treffen im Mai 2013 verkündete Putin, dass Russland bereit sei „führende Vertreter der Afrikanischen Union und der Neuen Partnerschaft für Afrikas Entwicklung (NEPAD) am dem G20-Gipfel zu begrüßen.“

### Internationale Organisationen
| Organisation                       | Leiter            |
| ---------------------------------- | ----------------- |
| Vereinte Nationen                  | Ban Ki-moon       |
| Weltbank                           | Jim Yong Kim      |
| Internationaler Währungsfonds      | Christine Lagarde |
| OECD                               | José Ángel Gurría |
| Welthandelsorganisation            | Roberto Azevêdo   |
| Internationale Arbeitsorganisation | Guy Ryder         |
| Financial Stability Board          | Mark Carney       |